# Hautes Fagnes

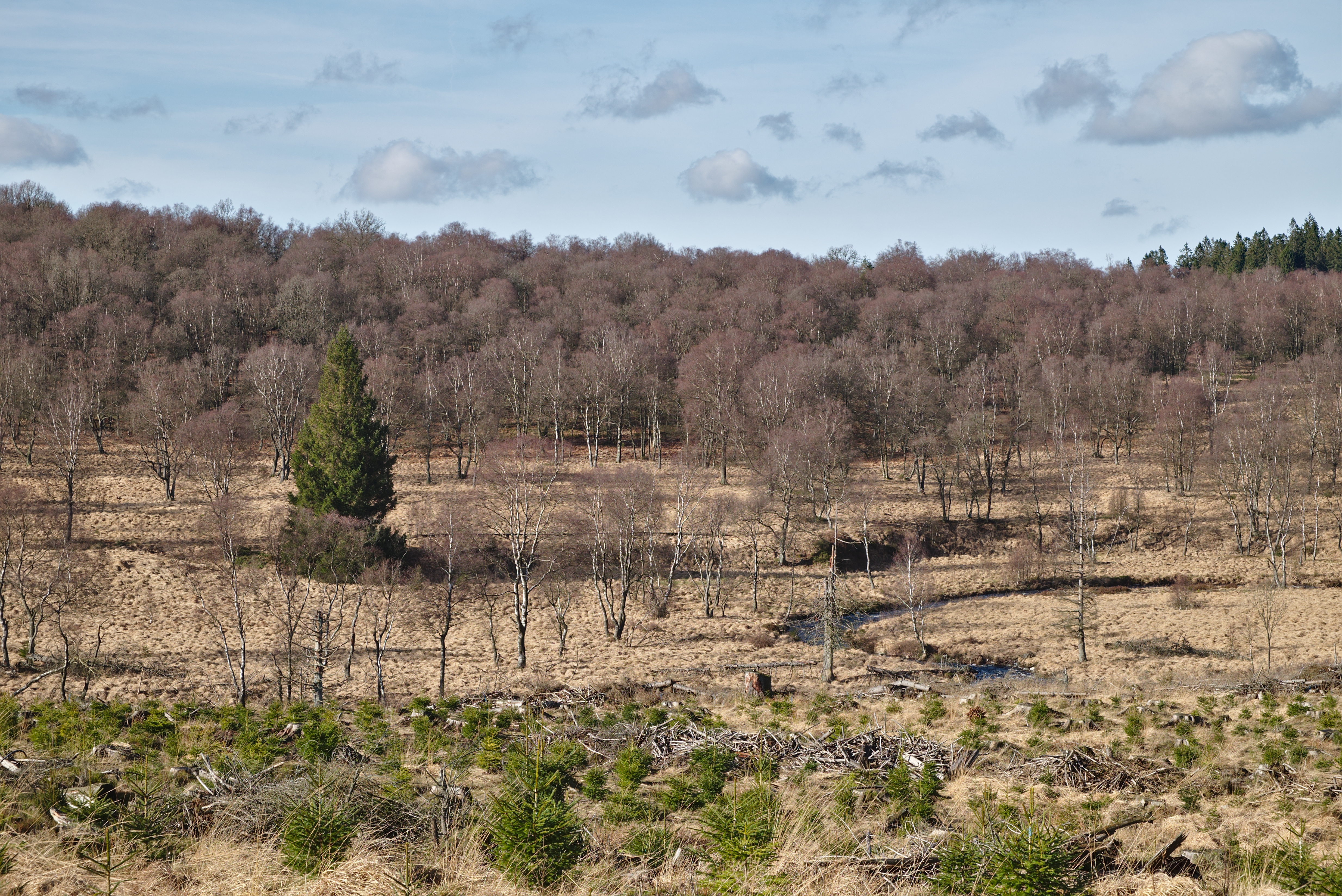
Fagne Tirifaye w pobliżu Waimes.

Hautes Fagnes (niem. Hohes Venn; nid. Hoge Venen) – płaskowyż o charakterze bagnistym usytuowany głównie we wschodniej części Belgii w prowincji Liège oraz częściowo na przyległym do niej obszarze Niemiec. Nazwa w języku francuskim oznacza wysokie bagna. Na jego terenie znajduje się najwyżej położony punkt Belgii – Signal de Botrange – 694 m n.p.m.